# Yacimiento arqueológico de L'Ereta dels moros
L'Ereta dels Moros es un yacimiento arqueológico de época romana, datado aproximadamente en el periodo que trascurre desde el siglo I al siglo III, que se encuentra en la localidad de Aldaya, municipio de la Huerta Oeste (Valencia) España.

## Localización
El yacimiento se encuentra a unos 3 km del actual centro de la localidad de Aldaya, delimitado por las vecinas localidades de Torrente y Alacuás y al lado del Barranco de Chiva y el Puente de los caballos.

## Historia
L´Ereta dels Moros en época romana habría estado integrada junto a los yacimientos de La Punja y Les Bases, también villas romanas, en un gran territorio que habría abarcado diferentes yacimientos en las actuales localidades de Cuart de Poblet, Alacuás, Torrente y Aldaya.
Más tarde nació Aldaya como una alquería árabe, y la población se encontraba esparcida por todo el territorio viviendo en casas de labranza, al igual que habría sucedido en época romana, por lo que no es de extrañar que L´Ereta pudiese haber sido reutilizada durante la ocupación musulmana, pero que no se hayan conservado materiales de la época por la posterior destrucción.
Durante la conquista de Jaime I todas las localidades citadas anteriormente pasaron a formar parte del Plana de Cuart, junto a las poblaciones de Ribarroja del Turia y Villamarchante, municipio del Campo del Turia.
Actualmente el solar de la villa romana es hoy un campo de cultivos de naranjos y sus alrededores una zona industrial donde se han construido algunas fábricas.

## Zona arqueológica

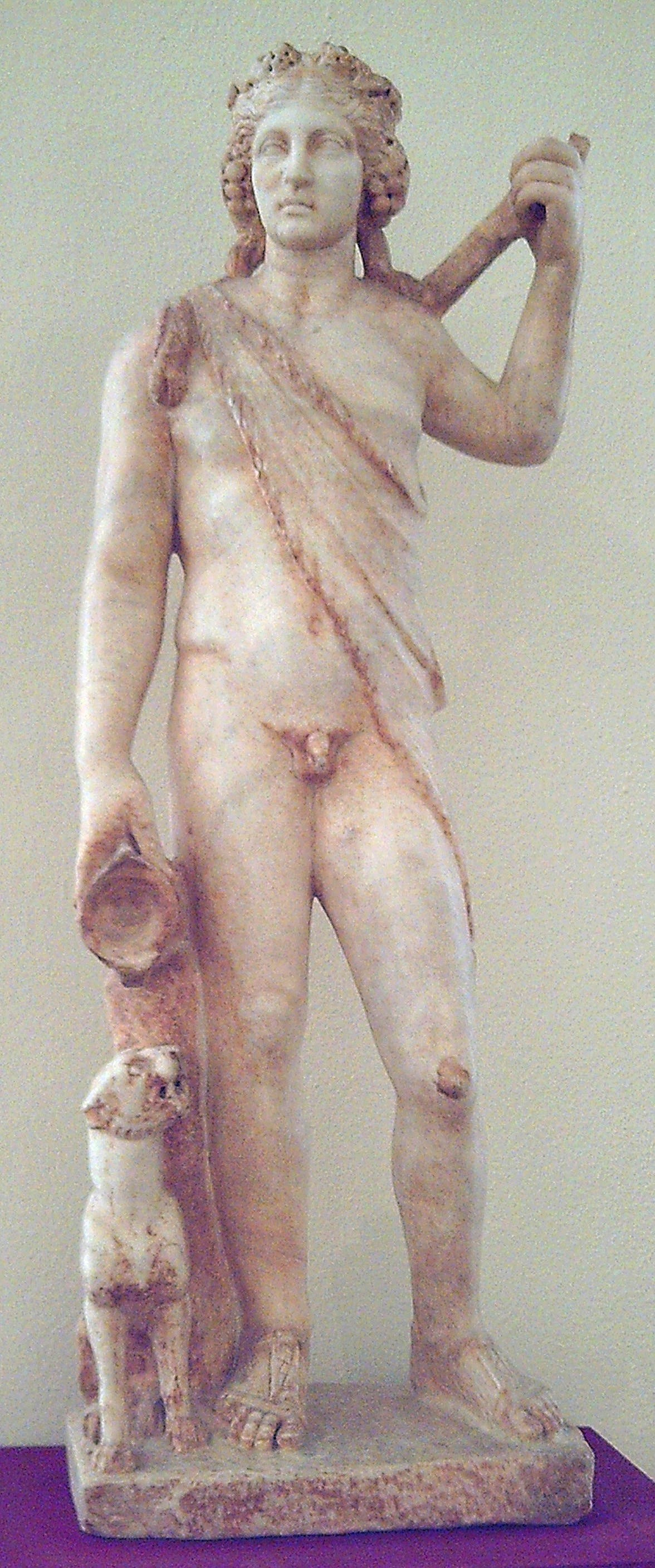
Baco de Aldaya, (Museo Arqueológico Nacional de España, Madrid).

Pensando en su localización se cree que L´Ereta dels Moros se trataría de una villa rústica que estaría provista de un núcleo privado, la pars urbana o residencia, donde se viviría, una pars rustica y alrededor de este núcleo la pars fructuaria donde se encontrarían las zonas de explotación donde seguramente se cultivarían vides.
Por los hallazgos realizados el área que se conoce pertenecería a la parte privada de la villa. Aunque ha sido poco estudiada hasta el momento, en los últimos meses se ha impulsado su estudio y puesta en valor.

### Materiales
En el yacimiento se han encontrado, a lo largo del último siglo, distintos materiales arqueológicos, mucho de ellos desaparecidos hoy en día y que solo conocemos por medio de referencias bibliográficas.
El más conocido de los hallazgos realizados probablemente sea el Baco de Aldaya o conocido también como Baco de San Roque. Una escultura tallada en mármol blanco que representa a este dios romano, cubierto solamente con la piel de ciervo y unas sandalias y acompañado de la pantera, animal asociado a esta divinidad. Además porta en su mano derecha un kántharos'' y en la izquierda habría portado un tirso que no se ha conservado. Fue encontrado en dos mitades, la primera, la parte inferior, fue hallada por Pascual Simón en 1884 mientras trabajaba sus campos, quién lo conservó pensando que se trataba de una imagen de San Roque. En 1924, su hijo se vio en la misma situación que años antes su padre, encontrando la mitad superior. Al darse cuenta de que no era en realidad una imagen del santo, la familia decidió vendérselo a un erudito valenciano de nombre Arévalo, quien, a su vez, lo vendió años más tarde al Museo Arqueológico Nacional de Madrid, donde aún sigue depositado. De esta imagen existen dos reproducciones, una en el Museo de Prehistoria de Valencia y otra en el TAMA (Teatro Auditorio Municipal de Aldaia).
Además, gracias a las prospecciones realizadas por el Grupo de arqueología y estudios aldayenses se hallaron distintos vestigios de materiales muebles e inmuebles. Entre los elementos arquitectónicos se encontraron dos cisternas, termas, restos de una necrópolis y numerosos fragmentos de pavimentos, losetas, tejas fustes y de capiteles, uno de estilo toscano, como especifica Carmen Aranegui Gascó en su conferencia sobre el Baco de Aldaia.
Entre los materiales de carácter mueble, se recuperaron fragmentos de cerámica campaniense y de la conocida como terra sigillata, así como restos de un dolium y monedas de época imperial.
También se sabe gracias a la una fotografía publicada en la enciclopedia geográfica del Reino de Valencia de Francesc Carreras Candi y realizada por el cronista provincial J. Martínez Aloy, que aparecieron en Aldaia fragmentos de mosaico romano. Se puede observar en ella, una figura humana masculina, que parece portar una toga, además de adivinarse unos rasgos caligráficos en la parte superior del fragmento. A pesar de ello no da ninguna información del lugar exacto donde se hallaron o quién o como dieron con ellos.
A excepción de la talla en mármol del dios Baco, de la gran mayoría hallazgos hoy en día se desconoce su paradero.

### Conservación
El yacimiento se encuentra muy deteriorado, ya que lleva utilizándose como explotación agraria durante, al menos, el último siglo. Además se trata de una zona de polígono industrial donde se han construido naves, dos de ellas muy cercanas al yacimiento y que probablemente todavía se encuentren sobre el área de la antigua villa romana.
De los materiales muebles y fragmentos de material arquitectónico exentos, se conservan el Baco de Aldaya ya que el año 1931 fue restaurado al ser adquirido por el Museo Arqueológico Nacional, una losa de mármol que representa una hoja de acanto conservada en el Museo de Prehistoria de Valencia y un capitel en el Museo Comarcal de la Huerta. Los demás hallazgos encontrados han desaparecido y no se conoce su localización actual posiblemente a causa del expolio, por lo que no se conoce su estado de conservación.